# Браян (округ, Джорджія)
Шаблон:StateAbbr_ 32°01′ пн. ш. 81°26′ зх. д. / 32.02° пн. ш. 81.44° зх. д.
Округ Браян (англ. Bryan County) — округ (графство) у штаті Джорджія, США. Ідентифікатор округу 13029.

## Історія
Округ утворений 1793 року.

## Демографія
За даними перепису
2000 року
загальне населення округу становило 23417 осіб, зокрема міського населення було 9466, а сільського — 13951.
Серед мешканців округу чоловіків було 11603, а жінок — 11814. В окрузі було 8089 домогосподарств, 6510 родин, які мешкали в 8675 будинках.
Середній розмір родини становив 3,22.
Віковий розподіл населення поданий у таблиці:
| Стать    | До 15 років | 15-21 | 22-29 | 30-39 | 40-49 | 50-65 | 65-85 | Понад 85 |
| -------- | ----------- | ----- | ----- | ----- | ----- | ----- | ----- | -------- |
| Чоловіки | 3087        | 1299  | 1021  | 1824  | 1966  | 1663  | 686   | 57       |
| Жінки    | 2886        | 1185  | 1134  | 2037  | 2044  | 1568  | 837   | 123      |

## Суміжні округи
- Еффінгем — північ
- Четем — північний схід
- Ліберті — південь/південний захід
- Еванс — захід
- Буллок — північний захід

## Виноски
1. ↑  U.S. Decennial Census. United States Census Bureau. Архів оригіналу за 26 квітня 2015. Процитовано 18 червня 2014.
2. ↑  Historical Census Browser. University of Virginia Library. Архів оригіналу за 11 серпня 2012. Процитовано 18 червня 2014.
3. ↑  Population of Counties by Decennial Census: 1900 to 1990. United States Census Bureau. Архів оригіналу за 2 лютого 2019. Процитовано 18 червня 2014.
4. ↑  Census 2000 PHC-T-4. Ranking Tables for Counties: 1990 and 2000 (PDF). United States Census Bureau. Архів оригіналу (PDF) за 18 грудня 2014. Процитовано 18 червня 2014.
5. ↑  State & County QuickFacts. United States Census Bureau. Архів оригіналу за 6 липня 2011. Процитовано 18 червня 2014. [Архівовано 2011-06-07 у Wayback Machine.](англ.) Наведено за англійською вікіпедією.
6. ↑  American FactFinder. Бюро перепису населення США. Архів оригіналу за 26 лютого 2012. Процитовано 31 січня 2008. [Архівовано 2008-05-21 у Wayback Machine.]

| США | Це незавершена стаття з географії США. Ви можете допомогти проєкту, виправивши або дописавши її. |